# Snoezelen
Snoezelen (Aussprache [ˈsnuːzələn]) – eine von Jan Hulsegge und Ad Verheul, zwei Mitarbeitern am De Hartenberg Institut in den Niederlanden, 1978 übernommene Phantasieschöpfung aus den beiden niederländischen Verben „snuffelen“ (etwa: schnüffeln) und „doezelen“ (dösen) – ist der Aufenthalt in einem gemütlichen, angenehm warmen Raum, in dem bequem liegend oder sitzend, umgeben von leisen Klängen und Melodien, Lichteffekte betrachtet werden. Das gezielt ausgesuchte Angebot steuert und ordnet die Reize, weckt Interesse, ruft Erinnerungen hervor und lenkt Beziehungen. Das Snoezelen soll immer Wohlbefinden erzeugen. In der ruhigen Atmosphäre werden den Menschen Ängste genommen und sie fühlen sich geborgen.

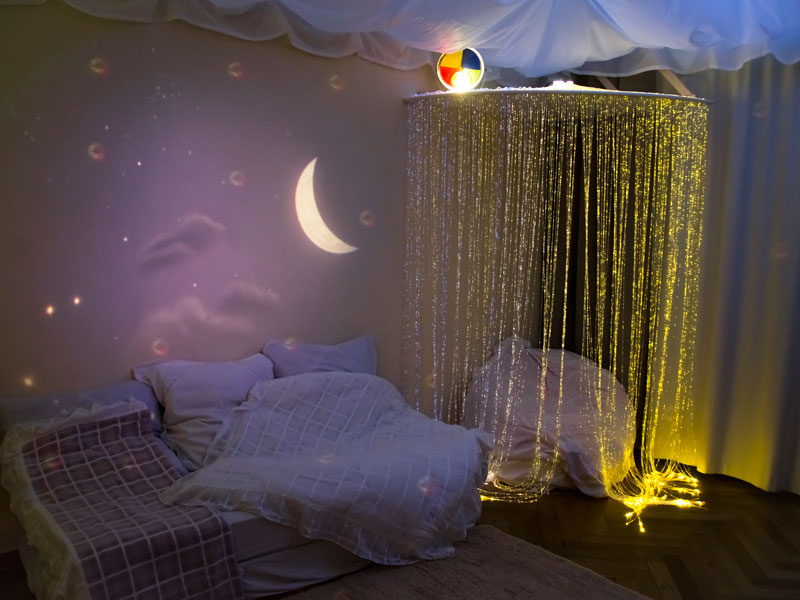
Ein Snoezelenraum zum Wohlbefinden

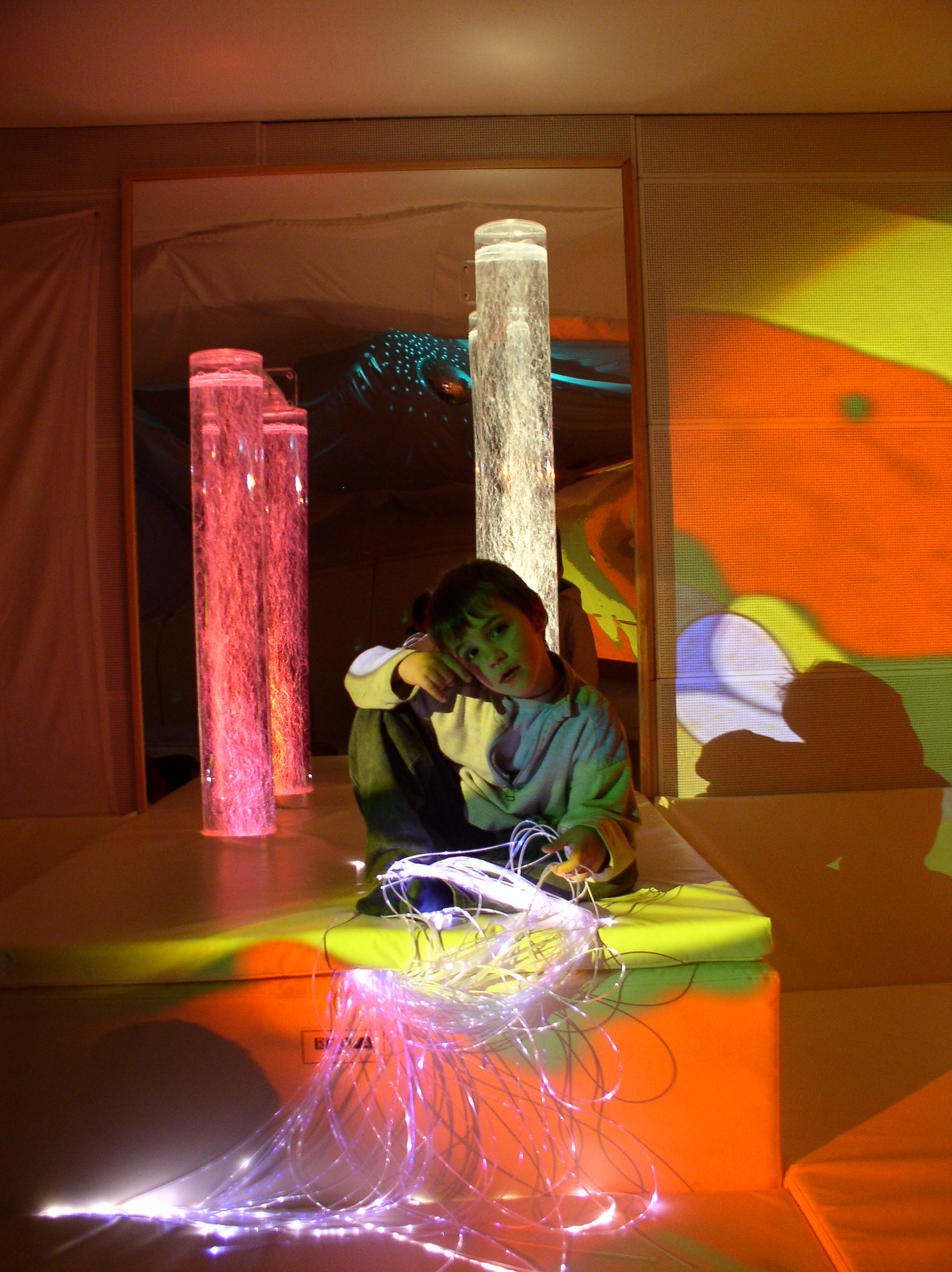
Der Lieblingsplatz eines Kindes im Snoezelenraum

Das Snoezelen dient der Verbesserung der sensitiven Wahrnehmung und zugleich der Entspannung. Zur Ausstattung des Raumes gehören meist unterschiedliche Lichtquellen und Projektoren, die verschiedenartige visuelle Effekte erzeugen wie Wassersäulen, eine Farbdrehscheibe, sich an der Raumdecke langsam drehende Spiegelkugel sowie eine bequeme Sitz- und Liegelandschaft. Der Snoezelenraum kann von wohlriechenden Düften durchflutet sein. Bilder zum Träumen kommen in Verbindung mit ausgewählter Entspannungsmusik zum Einsatz.
Nach den ersten Erfahrungen in den Niederlanden wurde das „Snoezelen“ ab Ende der 1980er Jahre in Großbritannien und Deutschland betrieben. Inzwischen hat sich die Idee dieser Entspannungsform weltweit auf über dreißig Nationen ausgebreitet.
Beiträge auf internationalen Snoezelen-Kongressen der 2002 gegründeten International Snoezelen Association (ISNA) zeigen, dass Snoezelen als therapeutisches Medium bei psychischen Problemen zur Bewältigung und Kompensation von Belastungssituationen (Magersucht, Stress, Burnout), bei physiologischen Erkrankungen (wie in der Palliativmedizin bei erhöhten Schmerzzuständen), bei emotionalen Problemen (wie Depression und Gewaltbereitschaft) aber auch bei Aufmerksamkeitsstörungen (begleitet von Hyperaktivität), mangelnder Konzentration und Motivation angewendet wird. Konzentrierte sich das Snoezelen in den ersten Jahren auf Menschen mit (schweren) geistigen Behinderungen, so wird diese Intervention seither gleichermaßen in Kinderbetreuungseinrichtungen, Schulen, Freizeit- und Senioreneinrichtungen, in Kliniken und Hospizen umgesetzt. Mit Blick auf die zukünftige Bevölkerungsentwicklung und Altersstruktur hat Krista Mertens an der Humboldt-Universität zu Berlin in den letzten Jahren spezielle Konzepte für Menschen mit Behinderungen zur Verbesserung der Lebensqualität entwickelt, die neben den neuen Ansätzen zur „Förderung des Lernens“ im Snoezelenraum in Fort- und Weiterbildungen gelehrt und umgesetzt werden.
Für eine wirksame Snoezelen-Intervention ist es notwendig, dass Inhalte und Methoden auf die Bedürfnisse der Adressatengruppen abgestimmt sind. Entwicklungsstufen, Krankheitsbilder, Biografien und soziales Umfeld sowie momentane Befindlichkeit des Klienten haben Einfluss auf das Snoezelenangebot. Die Snoezelenfachkraft muss im Vorfeld Lichteffekte, Klänge und Musik, Aromen, Ort der Lagerung, Dauer des Angebots und Inhalt auf die zu betreuende Person abstimmen. Neben fest installierten Snoezelenräumen sind auch „Snoezelenwagen“ im Einsatz, die mit der entsprechenden Ausstattung an das Bett wenig mobiler Menschen geschoben werden können, etwa bei Hirnverletzungen oder erworbenen Hirnschäden. Zudem entwickelte sich der Entspannungs- und Förderbereich zum „Snoezelen mit Tieren“.